# Ngetkebui
Ngetkebui est une zone marécageuse située au sud de l'île d'Angaur dans l’État d'Angaur aux Palaos.
Il s'agit d'une des deux zones marécageuse de l'île, l'autre étant située entre The Bowl et Ngaramasch et ne portant pas de nom.
Le marais couvre une surface de 124 acres.

## Sources